# Liste de jeux Windows (E)
Cette liste de jeux Windows dont le titre commence par la lettre E recense des jeux vidéo sortis sur le système d'exploitation Windows pour PC.
Pour un souci de cohérence, la liste utilise les noms français des jeux, si ce nom existe.
Cette liste est découpée, il est possible de naviguer entre les pages via le sommaire.
- E.T. l'extra-terrestre : Le 20e anniversaire
- EA Hockey
- Eador: Masters of the Broken World
- Eagle Flight
- Earache Extreme Metal Racing
- Earth 2140
- Earth 2150
  - Earth 2150: The Moon Project
  - Earth 2150: Lost Souls
- Earth 2160
- Earth and Beyond
- Earth Defense Force 2025
- Earth Defense Force 5
- Earth Defense Force: Insect Armageddon
- Earthrise
- Earthsiege 2
- Earthworm Jim
- Earthworm Jim 2
- Earthworm Jim 3D
- East Front II
- East India Company
- East vs. West: A Hearts of Iron Game
- Eastshade
- Eat My Dust
- Ecco the Dolphin
- Echelon
- Echelon II: Wind Warriors
- Echo
- Eco
- Economic War
- EcoQuest : Le Secret de la cité engloutie
- EcoQuest 2 : SOS Forêt vierge
- Ecstatica II
- Ed Hunter
- Ed, Edd n Eddy: The Mis-Edventures
- Eden Blues
- Edgar Torronteras Extreme Biker
- Edge
- Edge of Chaos: Independence War 2
- Edge of Eternity
- Edge of Nowhere
- Edna et Harvey s'évadent
- Edna and Harvey: Harvey's New Eyes
- Eets
- Eets Munchies
- EEP Virtual Railroad 3
- Ef: A Fairy Tale of the Two
- EF2000
- Effigy
- eFootball Pro Evolution Soccer 2020
- Eggggg: The Platform Puker
- Égypte : 1156 av. J.-C. - L'Énigme de la tombe royale
- Égypte II : La Prophétie d'Héliopolis
- Égypte III : Le Destin de Ramsès
- Égypte Kids
- Eisenhorn: Xenos
- Elasto Mania
- Elden Ring
- Elder Scrolls III, The: Morrowind
  - Elder Scrolls III, The: Tribunal
  - Elder Scrolls III, The: Bloodmoon
- Elder Scrolls IV, The: Oblivion
  - Elder Scrolls IV, The: Knights of the Nine
  - Elder Scrolls IV, The: Shivering Isles
- Elder Scrolls V, The: Skyrim
  - Elder Scrolls V, The: Dawnguard
  - Elder Scrolls V, The: Dragonborn
  - Elder Scrolls V, The: Hearthfire
- Elder Scrolls, The: Blades
- Elder Scrolls, The: Legends
- Elder Scrolls Online, The
  - Elder Scrolls Online, The: Morrowind
- Elder Sign: Omens
- Elegy for a Dead World
- Elemental: Fallen Enchantress
- Elemental: War of Magic
- Elements of Destruction
- Eleven Table Tennis
- ELEX
- Eliminator
- Elite: Dangerous
- Elite Forces: Navy SEALs
- Elite Forces: Navy SEALs 2
- Elite Forces WWII: Desert Rats
- Elite Forces WWII: Iwo Jima
- Elite Forces WWII: Normandy
- Elite Warriors: Vietnam
- Elminage Gothic: Ulm Zakir to Yami no Gishiki
- Elsword
- Elven Legacy
- Embodiment of Scarlet Devil
- EmbodyMe Beta
- Emerald City Confidential
- Emergency: Fighters for Life
- Emergency 2
- Emergency 3
- Emergency 4
- Emergency 5
- Émerillon, L'
- Emil Chronicle Online
- Emily Is Away
- Emily is Away Too
- Emily Wants to Play
- Empereur : L'Empire du milieu
- Empereur : La Bataille pour Dune
- Emperor of the Fading Suns
- Emperor's Mahjong, The
- Empire Earth
  - Empire Earth: The Art of Conquest
- Empire Earth II
  - Empire Earth II: The Art of Supremacy
- Empire Earth III
- Empire of Magic
- Empire of Sin
- Empire of Sports
- Empire: Total War
- Empires : L'Aube d'un monde nouveau
- Enclave
- End of Twilight
- End Is Nigh, The
- Endless Ages
- Endless Legend
- Endless Space
- Endless Space 2
- Endzone: A World Apart
- Enemy Engaged : RAH-66 Comanche vs. KA-52 Hokum
- Enemy Engaged 2
  - Enemy Engaged 2: Desert Operations
- Enemy Front
- Enemy Nations
- Enemy Territory: Quake Wars
- Enemy Zero
- Enigma
- Enigma: Rising Tide
  - Enigma: Rising Tide - Sink the Hood
- Énigme de Maître Lu, L'
- Énigmes et Objets cachés : Shutter Island
- Enquêtes de Nancy Drew, Les : Le Château hanté de Malloy
- Enquêtes de Nancy Drew, Les : La Créature de Kapu Cave
- Enquêtes de Nancy Drew, Les : Danger au cœur de la mode
- Enquêtes de Nancy Drew, Les : Danger on Deception Island
- Enquêtes de Nancy Drew, Les : Dernier Train pour Blue Moon Canyon
- Enquêtes de Nancy Drew, Les : Le Fantôme de Venise
- Enquêtes de Nancy Drew, Les : The Final Scene
- Enquêtes de Nancy Drew, Les : Ghost Dogs of Moon Lake
- Enquêtes de Nancy Drew, Les : The Haunted Carousel
- Enquêtes de Nancy Drew, Les : Kidnapping aux Bahamas
- Enquêtes de Nancy Drew, Les : La Légende du crâne de cristal
- Enquêtes de Nancy Drew, Les : Le Loup blanc d'Icicle Creek
- Enquêtes de Nancy Drew, Les : La Malédiction du manoir de Blackmoor
- Enquêtes de Nancy Drew, Les : Message in a Haunted Mansion
- Enquêtes de Nancy Drew, Les : Le Mystère de l'horloge
- Enquêtes de Nancy Drew, Les : Panique à Waverly Academy
- Enquêtes de Nancy Drew, Les : Ransom of the Seven Ships
- Enquêtes de Nancy Drew, Les : Le Secret de Shadow Ranch
- Enquêtes de Nancy Drew, Les : Secret of Scarlet Hand
- Enquêtes de Nancy Drew, Les : Secrets mortels
- Enquêtes de Nancy Drew, Les : Stay Tuned for Danger
- Enquêtes de Nancy Drew, Les : Treasure in the Royal Tower
- Enshrouded
- Enslaved: Odyssey to the West
- Entente, The: Battlefields WW1
- Enter the Gungeon
- Enter the Matrix
- Entomorph: Plague of the Darkfall
- Entraîneur L' : Championship Manager 2
- Entraîneur 3, L'
- Entraîneur 4, L' : Saison 2002-2003
- Entraîneur : Saison 03/04
- Entraîneur 5, L'
- Entraîneur 2006, L'
- Entraîneur 2007, L'
- Entraîneur 2008, L'
- Entraîneur 2010, L'
- Entraîneur Online, L'
- Epic Mickey : Le Retour des héros
- eRacer
- Erased
- Erased Case
- Eragon
- Escape Dead Island
- Escape from Monkey Island
- Escape from Paradise City
- Escape from Tarkov
- Escape Goat
- Escapists, The
- Escapists 2, The
- Eschalon: Book I
- Eschalon: Book II
- Eschatos
- ESPN NFL Primetime 2002
- ESPN Ultimate Baseball Online
- ESPN X-Games Pro Boarder
- Esothe
- Eternal Cylinder, The
- Eternal Daughter
- Eternal Eden
- Ethan: Meteor Hunter
- Ether One
- Etherium
- Etherlords
- Etherlords II
- Ethnic Cleansing
- Etrom: The Astral Essence
- Euro Rally Champion
- Euro Truck Simulator
- Euro Truck Simulator 2
- EuroCops
- Eurofighter Typhoon
  - Eurofighter Typhoon: Operation Icebreaker
- Eufloria
- Europa 1400 : Les Marchands du Moyen Âge
- Europa Universalis
- Europa Universalis 2
- Europa Universalis : Guerres du Nord
- Europa Universalis 3
  - Europa Universalis 3: Napoleon's Ambition
  - Europa Universalis 3: In Nomine
- Europa Universalis : Rome
  - Europa Universalis : Rome - Vae Victis
- Europa Universalis 4
- Europe Racing
- European Air War
- European Super League
- Eurotour Cycling
- Eva Cash: Projet D.I.R.T.
- Evany : La Clé des 7 mondes
- Eve Online
- Eve: Burst Error
- Eve: Valkyrie
- Even More Incredible Machine, The
- Event 0
- Ever 17: The Out of Infinity
- Everhood
- Everlasting Summer
- Everlight : Le Pouvoir des Elfes
- Eversion
- Everspace
- EverQuest
  - EverQuest: Ruins of Kunark
  - EverQuest: Scars of Velious
  - EverQuest: Shadows of Luclin
  - EverQuest: The Planes of Power
  - EverQuest: The Legacy of Ykesha
  - EverQuest: Lost Dungeons of Norrath
  - EverQuest: Gates of Discord
  - EverQuest: Omens of War
  - EverQuest: Dragons of Norrath
  - EverQuest: Depths of Darkhollow
  - EverQuest: Prophecy of Ro
  - EverQuest: The Serpent's Spine
- EverQuest II
  - EverQuest II : Les Chroniques de la lignée sanglante
  - EverQuest II : La Saga des Pattes-fendues
  - EverQuest II : Désert de flammes
  - EverQuest II: The Fallen Dynasty
  - EverQuest II: Kingdom of Sky
  - EverQuest II: Echoes of Faydwer
- Every Extend Extra
- Everybody's Gone to the Rapture
- Everything
- Evidence: The Last Report
- Evil Days of Luckless John
- Evil Dead: The Game
- Evil Dead: Hail to the King
- Evil Dead: Regeneration
- Evil Genius
- Evil Genius 2: World Domination
- Evil Islands : Curse of the Lost Soul
- Evil Twin: Cyprien's Chronicles
- Evil Within, The
- Evil Within 2, The
- Evochron Alliance
- Evoland
- Evoland 2
- Evolution GT
- Evolution: The Game of Intelligent Life
- Evolva
- Evolve
- Exalight
- Excalibur 2555 A.D.
- Excessive Speed
- Exile I: Escape from the Pit
- Exile II: Crystal Souls
- Exile III: Ruined World
- Exile's End
- Exogenesis: Perils of Rebirth
- Expeditions: Conquistador
- Expeditions: Viking
- Expendable
- Expendables 2 Videogame, The
- Expendabros, The
- eXperience 112
- Expert Pool
- Experts, Les
- Experts, Les : Complot à Las Vegas
- Experts, Les : Las Vegas - Crimes en série
- Experts, Les : Manhattan
- Experts, Les : Meurtres à Las Vegas
- Experts, Les : Miami
- Experts, Les : Morts programmées
- Experts, Les : Préméditation
- Explodemon
- Exteel
- Extinction
- Extreme-G 2
- ExZeus
- ExZeus 2
- EYE: Divine Cybermancy
- EyeWire

| Sommaire : | Haut - A B C D E F G H I J K L M N O P Q R S T U V W X Y Z 0-9 |